# Enrique C. Etienne Pérez del Río
Enrique Carlos Francisco Etienne Pérez del Río (n. 4 de noviembre de 1941, en Tampico, Tamaulipas) fue rector de la Universidad Autónoma de Tamaulipas (UAT) por el periodo 2014-2017.

## Biografía
Etienne Pérez del Río fue un contador público certificado que se desempeñó como  académico y funcionario electoral. Nació el 4 de noviembre de 1941 en Tampico, Tamaulipas, lugar de residencia hasta 1956, año en que se traslada a Nuevo León para estudiar el bachillerato y posteriormente su carrera profesional en el Instituto Tecnológico de Estudios Superiores de Monterrey. Se recibió como contador público el 20 de septiembre de 1963.
Fundó en 1967 la Facultad de Comercio y Administración Victoria (FCAV) de la Universidad Autónoma de Tamaulipas, de la que fue director desde su fundación hasta 1978. A su vez fue catedrático en dicha facultad en las carreras de Contador Público y Licenciado en Administración.
Durante su gestión, la FCAV fue la primera facultad de la UAT en ofertar estudios de posgrado, al crear la Maestría en Administración. Siendo director de la FCAV, Enrique Etienne fue alumno e integrante de la primera generación de egresados de dicha maestría en 1979. En 1980 se integró como catedrático de la División de Estudios de Posgrado de la FCAV.
En enero de 2011 fue designado secretario de Finanzas de la UAT.  Luego del reglamentario proceso de elección de la Universidad Autónoma de Tamaulipas, el 7 de diciembre de 2013 protestó al cargo de rector para el periodo 2014-2017.

## Actividades en el ramo electoral
Durante los procesos electorales locales de 1995 y 1998 fue presidente del Consejo Municipal Electoral de Victoria, Tamaulipas, y en los comicios federales de los años 1997 y 2000 fue consejero electoral por el Distrito 05 de Tamaulipas. En el año 2000 fue nombrado presidente del Instituto Estatal Electoral de Tamaulipas, cargo que desempeñó hasta 2006. 

## Reconocimientos y distinciones
El rector Etienne recibió en 1984 el nombramiento de profesor extraordinario y la medalla “Miguel Azomoza Arronte”, galardón otorgado a aquellos académicos que se distinguen por “haber realizado una eminente labor académica en favor de la Universidad Autónoma de Tamaulipas y que tengan al menos 15 años de labor ininterrumpida en la UAT”.
En 1992 recibió el Diploma al Mérito Universitario, que otorga la UAT a profesores que cumplen 25 o más años de servicio ininterrumpidos.
El 12 de abril de 2014, el H. Cabildo de Tampico le otorgó, en una sesión solemne, la Llave de la Ciudad. En octubre de ese mismo año, el Casino Tampiqueño A. C. le entregó un reconocimiento como ciudadano distinguido.